# ماتا بويولا
ماتا بويولا (بالإنجليزية: Mata Upola)‏ الريح الشرقية البولينيزية. هي ثالث ريح تخضع لسيطرة ماوي. ومارانغاي Marangai هو الاسم الآخر للريح الشرقية.